# روز گراندهاگ

روز گراندهاگ (به انگلیسی: Groundhog Day) روزی است که در دوم فوریه جشن گرفته می‌شود. بنا به آداب و رسوم اگر هنگامی که یک موش‌خرمای کوهی آمریکا در این روز از مخفی‌گاه خود خارج شود و هوا ابری باشد، بهار به‌زودی فراخواهد رسید؛ اگر آفتابی باشد، فرض است که سایهٔ خودش را خواهد دید و به مخفی‌گاه خویش برمی‌گردد و هوای زمستانی برای ۶ هفته بیشتر ادامه پیدا خواهد کرد.